# Don Burhenne
Don Burhenne (Venlo, 20 maart 1946) is een Nederlandse voormalig voetballer.

## Biografie
Op 17-jarige leeftijd maakte Burhenne zijn competitiedebuut voor VVV als invaller voor Frans Derix tijdens de thuiswedstrijd tegen Excelsior (1-1) op 13 oktober 1963. Het zou echter een paar seizoenen duren voordat hij ook regelmatig als basisspeler werd ingezet. Burhenne stond bekend als een voetballer die een redelijke techniek koppelde aan een groot loopvermogen. De middenvelder was op 19 maart 1972 de maker van het eerste doelpunt namens VVV in het nieuw geopende Stadion De Koel tijdens de thuiswedstrijd tegen SC Cambuur (1-1). Na tien jaar profvoetbal vertrok Burhenne in 1973 naar amateurclub RFC Roermond. Daarna speelde hij nog jarenlang bij SC Irene.

### Statistieken
| Seizoen         | Club            | Competitie      | Competitie | Competitie | Beker | Beker | Play-off | Play-off | Totaal | Totaal |
| Seizoen         | Club            | Competitie      | Wed.       | Dlp.       | Wed.  | Dlp.  | Wed.     | Dlp.     | Wed.   | Dlp.   |
| --------------- | --------------- | --------------- | ---------- | ---------- | ----- | ----- | -------- | -------- | ------ | ------ |
| 1963/64         | VVV             | Eerste divisie  | 1          | 0          | 0     | 0     | —        | —        | 1      | 0      |
| 1964/65         | VVV             | Eerste divisie  | 2          | 0          | 0     | 0     | —        | —        | 2      | 0      |
| 1965/66         | VVV             | Eerste divisie  | 3          | 0          | 1     | 1     | —        | —        | 4      | 1      |
| 1966/67         | FC VVV          | Tweede divisie  | 17         | 0          | —     | —     | —        | —        | 17     | 0      |
| 1967/68         | FC VVV          | Eerste divisie  | 26         | 5          | 3     | 0     | 1        | 1        | 30     | 6      |
| 1968/69         | FC VVV          | Tweede divisie  | 27         | 4          | 1     | 0     | —        | —        | 28     | 4      |
| 1969/70         | FC VVV          | Tweede divisie  | 32         | 5          | 1     | 0     | —        | —        | 33     | 5      |
| 1970/71         | FC VVV          | Tweede divisie  | 32         | 5          | 1     | 1     | —        | —        | 33     | 6      |
| 1971/72         | FC VVV          | Eerste divisie  | 29         | 1          | 1     | 0     | —        | —        | 30     | 1      |
| 1972/73         | FC VVV          | Eerste divisie  | 15         | 0          | 0     | 0     | —        | —        | 15     | 0      |
| Carrière totaal | Carrière totaal | Carrière totaal | 184        | 20         | 8     | 2     | 1        | 1        | 193    | 23     |